# Pierrette Sartin
Pour les articles homonymes, voir Sartin.
Pierrette Sartin, née le 10 novembre 1911 à Guéret et morte le 16 juillet 2007 dans le 9e arrondissement de Paris, est une poétesse et psychosociologue du travail française.

## Biographie
Pierrette Sartin effectue sa scolarité au Collège libre de garçons Notre-Dame à Guéret avant de poursuivre des études supérieures en Facultés de lettres à Clermont-Ferrand puis à Lyon.
Diplômée d'études supérieures de philosophie, elle intègre l'administration, affectée à la direction des mines en 1938. Administratrice civile, elle entre au cabinet du secrétaire d'État à l'Aviation civile en 1953. En 1954, elle est détachée au commissariat à la Productivité comme conseillère technique avant de passer au commissariat au Plan.
Spécialiste des questions sur le conditions de travail des femmes, des jeunes et de la productivité dans le secteur des industries de transformation, elle est experte consultante auprès de l'O.C.D.E. et du Bureau international du travail de 1965 à 1971. Elle intervient également comme formatrice à l'Université Laval à Québec entre 1968 et 1980.
En tant qu'écrivaine, elle est l'auteure d'ouvrages de psychosociologie et de plusieurs romans dont certains ont fait l'objet de traductions en allemand, japonais, néerlandais, etc.
Conférencière, collaboratrice de nombreuses revues techniques et littéraires, elle est aussi l'auteure de 23 ouvrages de poésie.
Membre de nombreux jurys littéraires, du Pen-Club, elle est vice-présidente de la Société des gens de lettres de 1968 à 1978.
Lauréate de l'Académie française et récompensée de nombreux prix (dont le prix Archon-Despérouses en 1973 ou le Prix Desbordes-Valmore de poésie), elle est aussi Chevalier de la Légion d'honneur, titulaire de l'Étoile d'Anjouan et du Nichan-el-Anouar.

## Œuvres

### Essais
- La Fatigue industrielle (Paris, éditions Société auxiliaire pour la diffusion des éditions de productivité. S.A.D.E.P., 1960)
- Le Rendement, l'homme et l'entreprise (Paris, Hachette, 1961)
- La Promotion des femmes (Paris, Hachette, 1964), ouvrage couronné par le Prix Dodo de l'Académie française.
- Le Surmenage professionnel (Paris, Hachette, 1966)
- Les Cadres et l'intelligence (Paris, Hachette, 1968)
- La Femme libérée ? (Paris, Stock, 1968)
- L'Homme au travail, forçat du temps ? (Paris, éditions Gamma, 1970)
- La Réussite professionnelle (éditions Centre de Promotion de la Lecture, 1972)
- L'Œuvre poétique de Philippe Dumaine (Imbert-Nicolas, 1987)
- Kama Kamanda, poète de l'exil (L'Harmattan, 1994)
- Dieu et la Femme dans l'œuvre de Jehan Despert (éditions de La Lucarne Ovale, 2000)

### Poésie
- Poursuites (éditions de la Bouteille à la Mer, 1939)
- Visages de l'absence (À l'enseigne de l'Homme méditant, 1948)
- Visages de l'amour (Presses littéraires de France, 1949) Prix Tristan-Corbière
- L'Ombre et le Dieu (Presses littéraires de France, 1950)
- Visages de l'étranger (éditions Caractères, 1952)
- Les Faussaires (éditions Caractères, 1952)
- La Vraie Demeure (éditions Caractères, 1953)
- Jeux d'amour et de mort (éditions Caractères, 1954)
- Si l'âme n'est qu'un piège (éditions Caractères, 1956) Prix Société de Poésie
- Ce masque dont on meurt (éditions Subervie, 1958) Prix du Royal Saint-Germain
- Falaises de la solitude (éditions Subervie, 1960)
- En vers et contre tout (éditions Clapàs, 1992)
- Éternité de l'éphémère (La Bartavelle, 1997)

### Romans
- Une Femme à part entière (Paris, Casterman, 1967)
- Le Revers de la médaille (Paris, Casterman, 1968)
- Le Démon du matin (Paris, Casterman, 1969)
- Vivre ou Rêver (Paris, Casterman, 1970)
- D'amour et de colère (éditions du Dauphin, 1972)
- Comme je te veux (Paris, Casterman, 1972)
- Un château... et des cygnes (éditions Mondiales, 1981)
- Une étrangère sans bagages (Jean Goujon, 1981)
- L'Or de Mathieu Gaumard (Pierre Horay), 1987) - Chronique du temps passé - Tome 1
- Souvenirs d'une petite fille mal rangée (Pierre Horay, 1993) - Chronique du temps passé - Tome 2
- Un enfer bien convenable (Pierre Horay, 1993) - Chronique du temps passé - Tome 3